# Hans-Joachim Bannier
Hans-Joachim Bannier (* 1957) ist ein deutscher Autor, Pomologe und unterstützender Partner der Deutschen Genbank Obst.

## Leben
Bannier ist als führender Experte für alte Apfel- und Süßkirschensorten bekannt.
Er kultiviert in einer von ihm initiierten und geleiteten Streuobstwiese am Hang des Teutoburger Waldes bei Bielefeld 350 verschiedene Apfelsorten (Obst-Arboretum Bielefeld). Mit dieser Sammlung ist Hans-Joachim Bannier Netzwerkpartner der Deutschen Genbank Obst. Bannier ist Mitglied des Pomologen-Vereins e. V. und war einer der Pomologen, die beim Wiederauffinden der verschollenen ältesten deutschen Apfelsorte Edelborsdorfer beteiligt waren. Er ist Mitglied der pomologischen Kommission sowohl für Kernobst als auch für Steinobst.

## Auszeichnungen
- 2006: Johann Georg Conrad Oberdieck-Preis des Pomologen-Vereins und der Stadt Naumburg (Hessen)[10][11]

## Publikationen
- Alte Süßkirschensorten (Obstsortenwerk): Genetische Vielfalt in den Kirschanbaugebieten Hagen am Teutoburger Wald und Witzenhausen. (Mit Annette Braun-Lüllemann). Verlag des Pomologen-Vereins, Detmold 2010, ISBN 978-3-943198-05-8 / Bundesministerium für Ernährung, Landwirtschaft und Verbraucherschutz, 2010, ISBN 978-3-00-030878-9 (gartenfreunde-landesverband-bw.de (Memento vom 14. Juli 2014 im Internet Archive) [PDF; 31,1 MB]).
- Lokale und regionale Obstsorten im Rheinland – vom Aussterben bedroht! – Ein Handbuch mit 49 Sortensteckbriefen (zusammen mit weiteren Autoren). Hrsg. vom LVR Netzwerk Umwelt. 2010.
- Fehlerhaftes Bildmaterial in der aktuellen Obstsortenliteratur. – Zur Bestimmung alter Apfelsorten. (Mit Wilfried Müller und Werner Schuricht). Verlag des Pomologen-Vereins, Detmold 2003.
- Alte Obstsorten neu entdeckt für Westfalen und Lippe. Hrsg. von der Stiftung für die Natur Ravensberg. Bielefeld 2006.
- Moderne Apfelzüchtung: Genetische Verarmung und Tendenzen zur Inzucht. In: Erwerbs-Obstbau. Januar 2011, Volume 52, S. 85–110, doi:10.1007/s10341-010-0113-4 (ichbindannmalimgarten.de [PDF; 1,2 MB; Abstract]).
- Genetische Verarmung bei modernen Apfelsorten: Krankheitsanfälligkeit und Inzucht inklusive. In: Jahresheft. Hrsg. vom Pomologen-Verein e. V., 2013, S. 6–23 (alte-obstwiese.de [PDF; 458 kB]).
- Molekulargenetische Analyse des ‘Maschanzker’/‘Borsdorfer’‐Sortenkomplexes (zusammen mit Alberto Storti, Christian Holler, Bernd Kajtna, Thomas Rühmer, Alois Wilfling, Claudio Soldavini, Josef Dalla Via und Sanja Baric). In: Erwerbs-Obstbau. Oktober 2013, S. 99–107.
- Lokale und regionale Obstsorten im Rheinland – neu entdeckt! 2., stark erweiterte Auflage. Ein Handbuch mit 100 Sortensteckbriefen (Sortenbeschreibungen Apfel und Birne von H.-J. Bannier, Sortenbeschreibungen Steinobst von Annette Braun-Lüllemann, außerdem weitere Autoren). Hrsg. vom LVR Netzwerk Kulturlandschaft mit den Biologischen Stationen im Rheinland. Köln 2017.
- Streuobstbestände als Schatzkammer genetischer Vielfalt und Pflanzengesundheit. Kritische Fragen zur Sortenentwicklung des Erwerbsobstbaus und der modernen Obstzüchtung. = Präsentation auf der Bio-Streuobsttagung 2018 (bayern.de [PDF; 4,3 MB; Foliensatz]).
- 7. Landrace Inventory in Germany – Preparing the National Implementation of the EU Directive 2008/62/EC (mit Lothar Frese, Ursula Reinhard, Christoph Ulrich Germeier). In: European Landraces: On-farm Conservation, Management and Use (= Bioversity Technical Bulletin. No. 15). Hrsg. von Merja Veteläinen, Valeria Negri, Nigel Maxted. Bioversity International, Maccarese/Rom 2009, ISBN 978-92-9043-805-2, S. 79–96 (eingeschränkte Vorschau in der Google-Buchsuche).